# Gondelsheim
Gondelsheim é um município da Alemanha, no distrito de Karlsruhe, na região administrativa de Karlsruhe, estado de Baden-Württemberg.

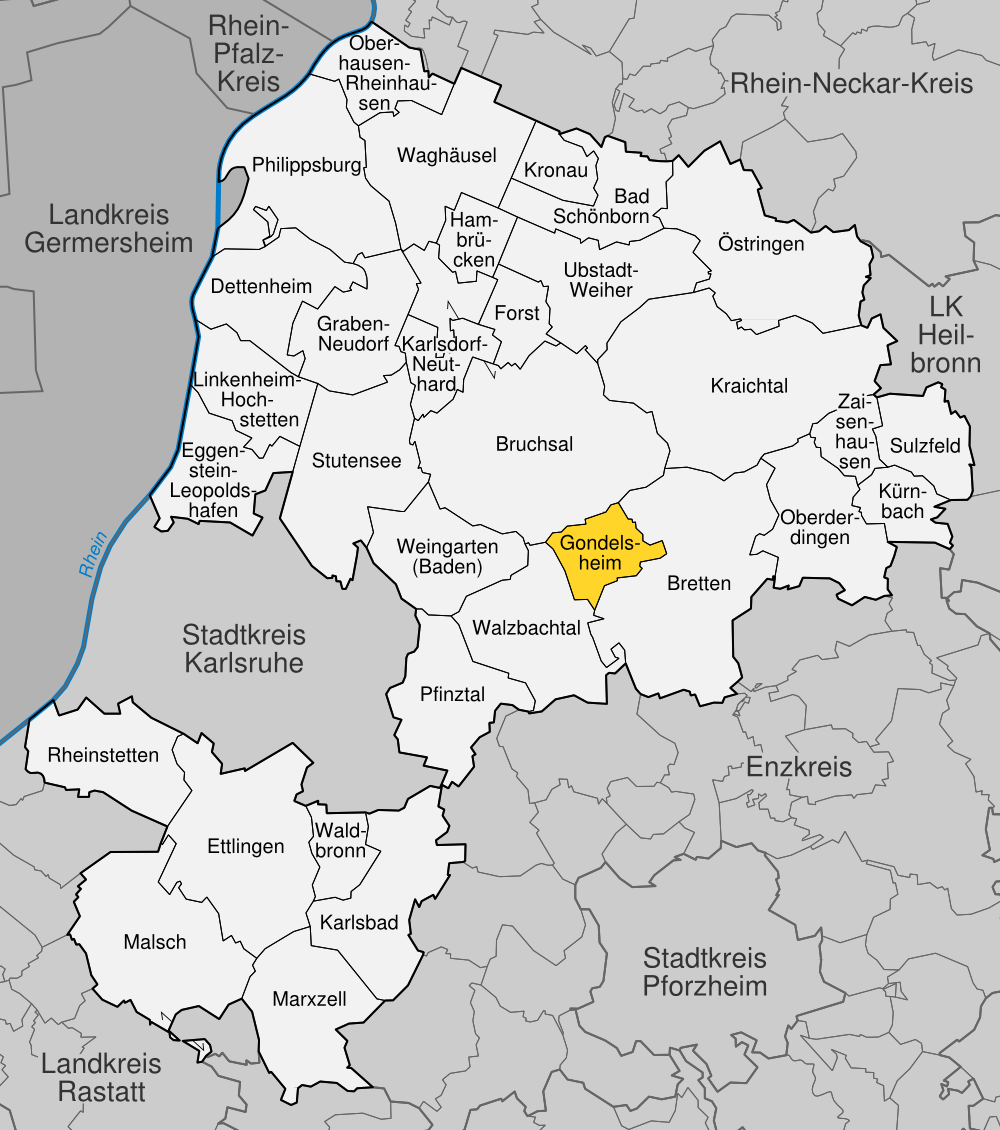
Gondelsheim no distrito de Karlsruhe